# Fumarieae
Fumarieae, tribus makovki, dio je potporodice Fumarioideae.

## Rodovi
Postoji 19 rodova:
1. Lamprocapnos Endl. (1 sp.)
2. Ehrendorferia Fukuhara & Lidén (2 spp.)
3. Ichtyoselmis Lidén & Fukuhara (1 sp.)
4. Dicentra Bernh. (8 spp.)
5. Adlumia Raf. (2 spp.)
6. Capnoides Tourn. ex Adans. (1 sp.)
7. Dactylicapnos Wall. (15 spp.)
8. Corydalis DC. (523 spp.)
9. Cysticapnos Mill. (5 spp.)
10. Discocapnos Cham. & Schltr. (1 sp.)
11. Cryptocapnos Rech. f. (1 sp.)
12. Fumaria L. (53 spp.)
13. Fumariola Korsh. (1 sp.)
14. Rupicapnos Pomel (7 spp.)
15. Trigonocapnos Schltr. (1 sp.)
16. Pseudofumaria Medik. (2 spp.)
17. Platycapnos (DC.) Bernh. (3 spp.)
18. Ceratocapnos Durieu (3 spp.)
19. Sarcocapnos DC. (4 spp.)